# 天主教欣古-阿爾塔米拉教區
天主教欣古-阿爾塔米拉教區是巴西一個羅馬天主教教區，屬聖塔倫總教區。
監督區於1934年8月16日成立，監督區於2019年11月6日升格為教區並更名為「欣古-阿爾塔米拉教區」。教區包括帕拉州欣古河流域，教座位於阿爾塔米拉。
教區於2019年時有教友25萬人（佔轄區總人口69.0%）、十個堂區、廿四名司鐸。現任主教為若望·穆尼茲-阿爾韋斯。